# 瓜生外吉
瓜生 外吉（うりう そときち、安政4年1月2日（1857年1月27日） - 昭和12年（1937年）11月11日）は、日本の海軍軍人。最終階級は海軍大将。栄典は正二位勲一等功二級男爵。
石川県出身。妻は瓜生繁子（旧姓永井）。嵯峨源氏渡辺氏流瓜生氏の流れを汲むという。

## 経歴

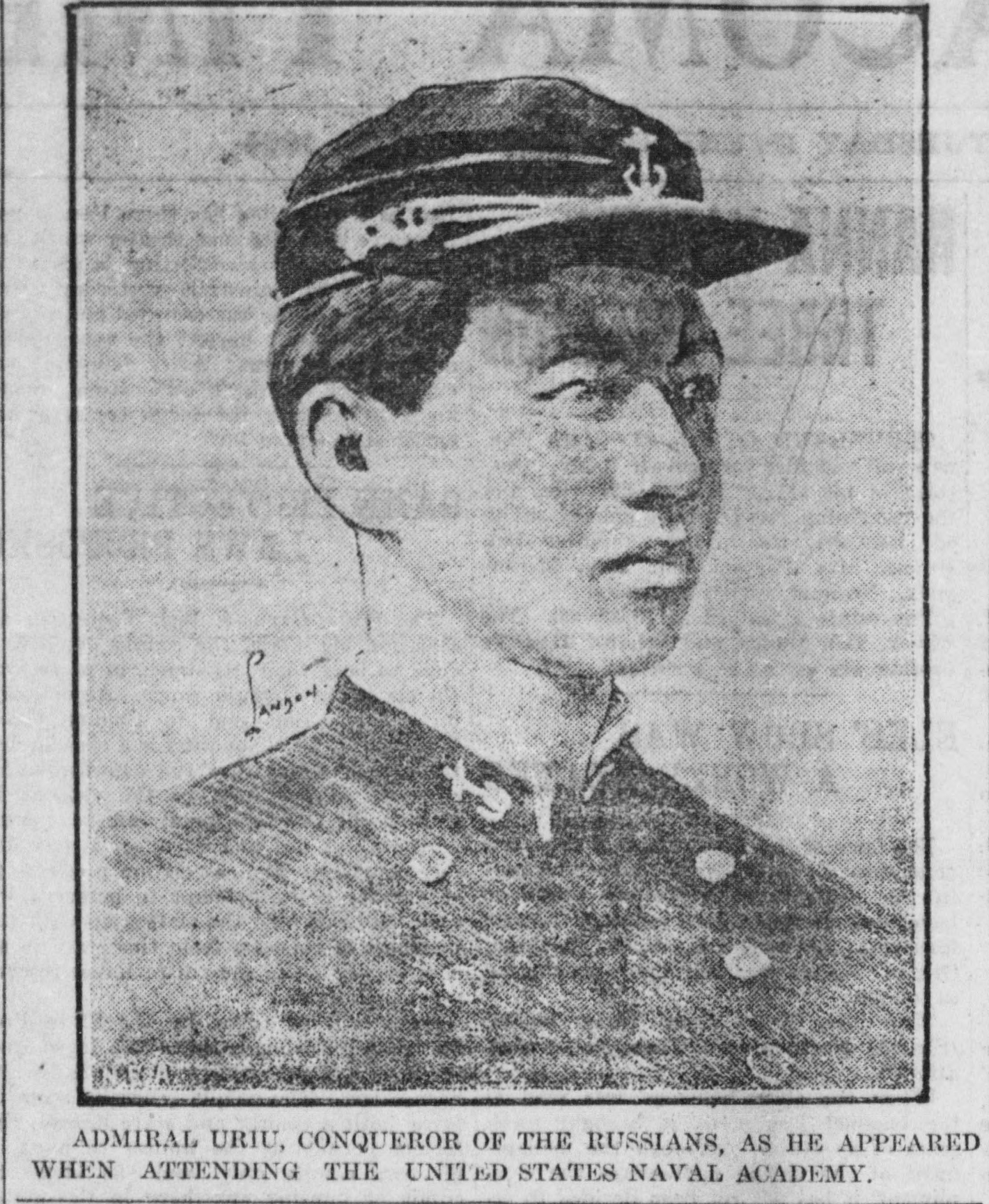
アナポリス海軍兵学校時代の外吉

加賀藩支藩の大聖寺藩士・瓜生吟弥（禄高は90石）の次男として生まれる。藩の洋式軍事学問所「壮猶館」の分校七尾語学所を経て、明治5年（1872年）、海軍兵学寮に入る。キリスト教に帰依し、東京第一長老教会（明治7年〈1874年〉に設立）のメンバーになる。カロザースの築地大学校で学ぶ。
明治8年（1875年）にアメリカに留学。明治10年（1877年）9月にアナポリス海軍兵学校に入校、明治14年（1881年）6月に同校を卒業し、同年11月2日に大日本帝国海軍の海軍中尉に任官。
「摂津」分隊長、「海門」分隊長、「扶桑」分隊長、海軍大臣伝令使、将官会議書記、参謀本部海軍部第3局第2課長、防護巡洋艦「浪速」副長、砲艦「赤城」艦長などを歴任。
明治24年（1891年）、海軍大佐・横須賀鎮守府海兵団長となり、フランス公使館付海軍武官、「秋津洲」艦長を歴任。
「扶桑」艦長を務めていた明治30年（1897年）10月、瀬戸内海を航海中に荒天のため防護巡洋艦「松島」・防護巡洋艦「厳島」との接触事故を起こして「扶桑」の船体を大破させ、翌年4月に軍法会議で軽禁錮3か月の判決を受けた。
復帰後、佐世保鎮守府軍港部長、「松島」艦長、戦艦「八島」艦長を経て、明治33年（1900年）に海軍少将・軍令部第1局長。常備艦隊司令官を経て、明治36年（1903年）12月に第2艦隊司令官（第4戦隊司令官）に補され、日露戦争（明治37年〈1904年〉2月6日に開戦）劈頭の 仁川沖海戦（同年2月9日）で勝利した。同年6月に海軍中将に進級。
戦後、竹敷要港部司令官を経て佐世保鎮守府司令長官に親補され、明治40年（1907年）9月に男爵を授けられた。
その後は、将官会議議員を経て、明治42年（1909年）5月から、妻の繁子と共に、日米関係を改善する命を帯びてアメリカに出張し、互いの母校であるアナポリス海軍兵学校（メリーランド州）とヴァッサー大学（ニューヨーク州）を訪問した。明治42年12月に横須賀鎮守府司令長官に親補された。大正元年（1912年）10月に海軍大将に親任され、大正2年（1913年）5月に予備役に編入された（昭和2年〈1927年）〉1月に退役）。
大正3年（1914年）にはパナマ運河開通記念博覧会に日本代表として参列。大正11年（1922年）から3年間貴族院男爵議員を務めた。
大正11年の冬頃から、膠原病（当時は治療不能）の症状が顕在化して行動の自由を失い、長い闘病生活に入った。昭和3年（1928年）11月3日に妻の繁子が病没した（満67歳没）。
アメリカと深い縁を有する瓜生は、昭和12年（1937年）7月に勃発した日中戦争による日米関係の急激な悪化を憂い、連邦上院議員を務めるアナポリス海軍兵学校同期生に手紙を書いた。瓜生の手紙は、"Dying Hero Wrote for Peace"と題して同年11月12日付（アメリカ時間）のニューヨーク・タイムズ紙に掲載されたが、瓜生は11月11日（日本時間）に神奈川県小田原市（瓜生は膠原病の症状緩和のために気候が温和な小田原市に転居していた）の病院で老衰により死去していた（満80歳没）。

## 栄典
位階
- 1889年（明治22年）11月18日 - 従六位[16]
- 1892年（明治25年）3月23日 - 従五位[17]
- 1897年（明治30年）5月31日 - 正五位[18]
- 1903年（明治36年）9月30日 - 従四位[19]
- 1906年（明治39年）2月26日 - 正四位[20]
- 1909年（明治42年）12月20日 - 従三位 [21]
- 1912年（大正元年）12月28日 - 正三位[22]
- 1928年（昭和3年）1月16日 - 従二位[23]
- 1937年（昭和12年）11月11日 - 正二位[24]

勲章等
- 1889年（明治22年）11月29日 - 大日本帝国憲法発布記念章[25]
- 1892年（明治25年）11月29日 - 勲六等瑞宝章[26]
- 1896年（明治29年）11月25日 - 勲五等瑞宝章[27]
- 1901年（明治34年）12月27日 - 勲二等旭日重光章[28]
- 1902年（明治35年）5月10日 - 明治三十三年従軍記章[29]
- 1906年（明治39年）4月1日 - 功二級金鵄勲章・勲一等旭日大綬章・明治三十七八年従軍記章[30]
- 1907年（明治40年）9月21日 - 男爵[31]
- 1915年（大正4年）11月10日 - 大礼記念章[32]
- 1937年（昭和12年）11月11日 - 旭日桐花大綬章[33]

## 人物

1917年頃。

- 6年間のアメリカ留学経験があり、海軍有数のアメリカ通として知られた。旧友の米国海軍長官・エドウィン・デンビから軍縮会議開催の動きを知らされ、瓜生は海外情勢を視察し、海相・加藤友三郎に報告を行っている。
- 妻の繁子（旧姓：永井）も10歳で日本最初の女子留学生の一人として岩倉使節団とともに渡米し、アメリカで10年間を過ごした経験があり、瓜生と繁子は滞米中に知り合って帰国後に結婚した。終生にわたって夫婦仲は極めて円満であり、4男3女に恵まれた。三井物産初代社長の益田孝は繁子の実兄であり、衆議院議員森恪は瓜生夫妻の三女である栄枝の婿である。
- 長男の武雄は、父である瓜生と同じく海軍士官を志望し、海兵33期を好成績（6位/169名）で卒業して将来を嘱望されたが、海軍少尉に任官して防護巡洋艦「松島」に乗り組んでいた明治41年（1908年）4月30日に「松島」の爆沈事故で殉職した（23歳没）。
- 世良田亮（最終階級は海軍少将、満43歳で現役のまま病没）は、共に敬虔なクリスチャン（長老派教会）であり、「明治8年のアメリカ留学」「明治10年のアナポリス海軍兵学校入校」「明治14年の同校卒業」の同期生にして親友であった。